# Ваяна (язык)
Ваяна (Alukuyana, Oayana, Oiana, Oyana, Roucouyenne, Uaiana, Upurui, Wajana, Wayana) — индейский язык, на котором говорит племя уаяна в селениях у рек выше Тапанахони и Лава, северо-западнее языка трио на юго-западе округа Маровейне в Суринаме, также в индейских сообществах Терра-Инджижена-Рио-Пару-де-Эсте, Парке-Инджижена-ду-Тумукумаке в основном у реки Пару-де-Лесте на севере штата Пара в Бразилии и вдоль вершин реки Марони на территории юго-западной границы во Французской Гвиане.
Ваяна имеет диалекты рукуйен (рукуйенне), урукуйана (урукена), также взаимопонятен для носителей апалайского языка.